# Abierto Mexicano Telcel 2021
Abierto Mexicano Telcel 2021 var den 28:e upplagan för herrar av Abierto Mexicano Telcel, en tennisturnering spelad utomhus på hard court i Acapulco, Mexiko. Turneringen var en del av 500 Series på ATP-touren 2021.
Turneringen spelades på Princess Mundo Imperial mellan den 15 och 20 mars 2021.

## Mästare

### Singel
- Alexander Zverev besegrade  Stefanos Tsitsipas, 6–4, 7–6(7–3)

### Dubbel
- Ken Skupski /  Neal Skupski besegrade   Marcel Granollers /  Horacio Zeballos, 7–6(7–3), 6–4